# Ašur-ubalit II.
Ašur-ubalit II. je bio posljednji vladar Novoasirskog Carstva. Vladao je iz grada Harana od 612. do 609. pr. Kr., a tamo se sklonio 612. pr. Kr. nakon pada Ninive (asirske prijestolnice) u ruke babilonsko-medijske vojske koju su predvodili Nabopolasar i Kijaksar.
Iako su Novoasirsko Carstvo i Egipat u prošlosti bili neprijatelji, egipatski faraon Psamtik I. odlučio je pomoći Ašur-ubalitu II. smatrajući kako bi oslabljeno Novoasirsko Carstvo moglo biti protuteža sve jačim Babiloncima pod kraljem Nabopolasarom. Uz egipatsku pomoć grad Haran i Ašur-ubalit su se održali, ali nakon povlačenja egipatske vojske 610. pr. Kr. Babilonci su opsjeli Haran. 
Novi faraon Neko II. je sljedeće godine pokrenuo vojsku nastojeći spasiti svog saveznika, a pokušaj Judejaca pod kraljem Jošije da ih zaustave je doveo do bitke kod Megida u kojoj je Jošija ubijen. Neko II. međutim ipak nije stigao do Harana na vrijeme i grad je pao. O Ašur-ubalitovoj sudbini više nema spomena, te se pretpostavlja da je tada poginuo, iako je ostatak asirske vojske našao utočište u Karkemišu.
Malena količina zapisa je izvor rasprava među povjesničarima o tome da li je Ašur-ubalit II. bio brat kralja Sinšariškuna koji je stradao u Ninivi. Ime je najvjerojatnije dobio po Ašur-ubalitu I., drevnom asirskom vladaru koji je oko 1330. pr. Kr. svrgnuo mitansku vlast i osnovao Srednjoasirsko Carstvo.

## Vanjske poveznice
- Ašur-ubalit II. (enciklopedija Britannica)
- Nabopolasarove kronike - pad Ninive (Livius.org)  Arhivirana inačica izvorne stranice od 14. svibnja 2011. (Wayback Machine)